# تری‌فلوئورید ید
تری‌فلوئورید ید (به انگلیسی: Iodine trifluoride) با فرمول شیمیایی IF۳ یک ترکیب شیمیایی است. که جرم مولی آن ۱۸۳٫۹ g/mol می‌باشد. شکل ظاهری این ترکیب، جامد زرد است.